# Семон
Семо́н (фр. Semond) — коммуна во Франции, находится в регионе Бургундия. Департамент коммуны — Кот-д’Ор. Входит в состав кантона Беньё-ле-Жюиф. Округ коммуны — Монбар.
Код INSEE коммуны — 21602.

## Население
Население коммуны на 2010 год составляло 34 человека.
| 1962 | 1968 | 1975 | 1982 | 1990 | 1999 | 2010 |
| ---- | ---- | ---- | ---- | ---- | ---- | ---- |
| 69   | 74   | 74   | 55   | 64   | 45   | 34   |

## Экономика
В 2010 году среди 20 человек трудоспособного возраста (15—64 лет) 14 были экономически активными, 6 — неактивными (показатель активности — 70,0 %, в 1999 году было 77,4 %). Из 14 активных жителей работали 13 человек (7 мужчин и 6 женщин), безработным был 1 мужчина. Среди 6 неактивных 0 человек были учениками или студентами, 5 — пенсионерами, 1 был неактивным по другим причинам.